# George Neville (1er baron Latimer)
Pour les articles homonymes, voir George Neville.
George Neville (vers 1407 – 30 décembre 1469), 1er baron Latimer (en), est un aristocrate anglais.

## Biographie
Né aux alentours de 1407, George Neville est le huitième enfant et le sixième fils de Ralph Neville, 1er comte de Westmorland, et de sa seconde épouse Jeanne Beaufort. Adoubé le 19 mai 1426 par Jean de Lancastre, 1er duc de Bedford, il entre rapidement au service du roi Henri VI. Ce dernier le nomme juge des pétitions, puis le charge de collecter des bans à York en 1434. Par la suite, George Neville est envoyé dans le Nord en 1436 où il sert comme juge de paix du Cumberland et, en 1437, est chargé de négocier avec les Écossais. Enfin, à compter de 1439, il est membre du conseil privé.
À la mort de son oncle John Neville, 6e baron Latimer (en), en 1430, George Neville revendique sa succession, en vertu de son testament qui désigne Ralph Neville ou un de ses fils comme son héritier. Bien que George ne soit pas membre de la famille Latimer dont est issu John par sa mère, Henri VI choisit de le récompenser de ses services en l'élevant le 25 février 1432 au titre de baron Latimer. Cependant, l'héritier légitime de John Neville est son neveu John Willoughby, ce qui occasionnera une dispute entre les familles Neville et Willoughby au sujet de la détention du titre en 1491.
Décrit comme un « idiot » à partir du 11 juin 1451, George Neville semble avoir souffert de démence pendant la fin de sa vie. En conséquence, la gestion de ses possessions est confiée à son frère aîné Richard, 5e comte de Salisbury, puis à son neveu Richard, 16e comte de Warwick. Cela ne l'empêche cependant pas d'être régulièrement convoqué au Parlement. George Neville meurt le 30 décembre 1469 dans son château de Snape, dans le Yorkshire, et a pour héritier son petit-fils Richard, son fils aîné Henry étant mort quelques mois auparavant au cours de la bataille d'Edgecote Moor.

## Descendance
En février 1436, George Neville épouse Élisabeth de Beauchamp, la troisième fille de Richard de Beauchamp, 13e comte de Warwick, et de sa première épouse Élisabeth de Berkeley. Le couple a quatre enfants :
- Henry Neville (mort le 25 juillet 1469), épouse Joan Bourchier ;
- Thomas Neville ;
- Jane Neville, épouse Oliver Dudley ;
- Katherine Neville.